# Anitra Eggler

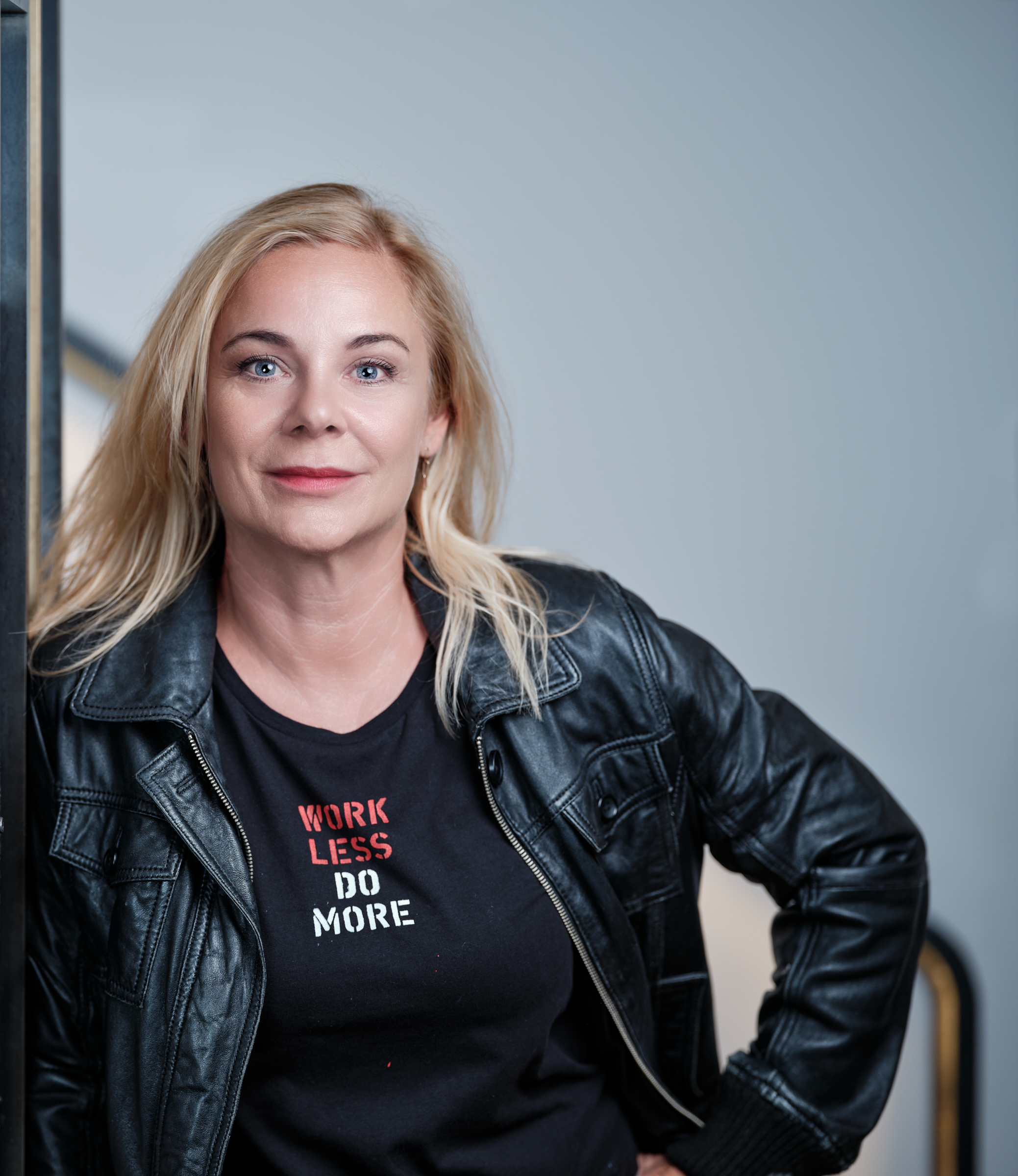
Anitra Eggler (2022)

Anitra Eggler (* 9. Juni 1973 in Karlsruhe, Deutschland)
ist eine deutsche Journalistin, Autorin, Infopreneurin und Vortragsrednerin zu den Themen Digital Detox und Digitalisierung.

## Leben und Wirken
Bekannt wurde Eggler durch ihr Digital-Detox-Buch E-Mail macht dumm, krank und arm – Digitaltherapie für mehr Lebenszeit. Das Buch erschien 2011 im Selbstverlag, danach bei [Orell Füssli], und zählte zu den ersten Ratgebern, die sich kritisch mit den Nebenwirkungen von Informationsüberflutung, digitaler Dauerablenkung und ständiger Erreichbarkeit im Unternehmen und am Arbeitsplatz auseinandersetzten.
Eggler hat den Begriff der „Digitaltherapie“ für ihre Bücher und ihre Auftritte als Vortragsrednerin erfunden. Sie versteht darunter Tipps und [Lifehacks], die gegen die von ihr in ihren Büchern beschriebenen und in ihrem Bühnenprogramm persiflierten digitalen Kommunikationskrankheiten wie „E-Mail-Wahnsinn“, Handysucht, „Sinnlos-Surf-Syndrom“, „Daten Diarrhö“ oder „Social-Media-Inkontinenz“ helfen können.
Egglers Haltung ist nicht anti-digital; sie kritisiert digitale Monopolbildung und plädiert für einen selbstverantwortlichen und selbstkritischen Umgang mit Digitalisierung, Handy und Informationstechnologie. Deshalb bezeichnet sie sich als „Digitaltherapeutin aus Liebe zum Web“ und weist ausdrücklich darauf hin, dass dieser Begriff eine ironische Wortschöpfung ist, die keinen medizinischen oder wissenschaftlichen Hintergrund hat.
Nach dem Abitur in Karlsruhe absolvierte Eggler ein Volontariat beim Argentinischen Tageblatt in Buenos Aires, Argentinien.
Von 1994 bis 1997 studierte sie Sprachen, Wirtschafts- und Kulturraumstudien an der Universität Passau. Als Stipendiatin des Instituts für Journalistenausbildung der Passauer Neue Presse e. V. absolvierte sie studienbegleitend eine Journalistenausbildung und arbeitete als Volontärin in verschiedenen Redaktionen der Passauer Neuen Presse von der sie 1997 als Redakteurin angestellt wurde.
Von 1998 bis 2000 war sie Chefredakteurin eines auf den Verkauf journalistischer Inhalte spezialisierten Internet-Startups in München und schrieb als Journalistin für Medien wie Werben & Verkaufen, Der Journalist, Max und Tomorrow.
Von 2001 bis 2007 war sie Kreativgeschäftsführerin der Internet-Agentur holzhuber impaction in Wien. 2006 vertrat sie in dieser Funktion Österreich in der Jury der Cyber Lions beim Werbefestival Cannes Lions International Festival of Creativity in Cannes.
Von 2007 bis 2010 war sie Geschäftsführerin des Medien-Startups mamma media, das im Januar 2013 von Styria Media Group übernommen wurde.
2010 machte sich Anitra Eggler als Autorin und Vortragsrednerin für Digitalisierung und Digital Detox selbstständig und wurde als Digitaltherapeutin und Digital-Detox-Pionierin bekannt. Im selben Jahr wurde sie von der österreichischen Frauenzeitschrift Woman zur „Nr. 1 Powerfrau“ der Kategorie „Werbung und Public Relations“ gewählt.
2013 erschien Facebook macht blöd, blind und erfolglos – Digitaltherapie für Ihr Internet-Ich ebenfalls bei Orell Füssli. In diesem Werk persifliert Eggler die Risiken und Nebenwirkungen von Smartphones, Social Media und Online-Dating.
Im Juni 2016 publizierte Anitra Eggler Mail halten! Digitale Selbstverteidigung für Arbeitshelden und Bürokrieger im Selbstverlag. Im August 2017 verlegte der Campus-Verlag eine Taschenbuchausgabe des Werks. Das Buch ergänzt die vorangegangenen zwei Werke um eine gesellschaftspolitische Sicht auf persönliche und unternehmerische Chancen und Gefahren durch Digitalisierung und digitale Transformation und setzt sich kritisch mit Datenkapitalismus und Datenschutz auseinander.
Der ORF bezeichnet Anitra Eggler im Juni 2019 in der Ankündigung für einen Auftritt im ORF RadioKulturhaus als „die gefragteste weibliche Stimme zu Risiken und Nebenwirkungen von Digitalisierung“.
Seit 2019 veröffentlicht Anitra Eggler unter ihrem eigenen Verlagslabel Like Publishing.
Bei Like Publishing erschien im Dezember 2019 Das Digital Detox Buch - Das 28-Tage-Programm für ein smartes Leben in digitaler Balance. Eggler kritisiert und erweitert in diesem Werk den Digital-Detox-Begriff, in dem sie Digital Detox mit einem Ernährungsprogramm vergleicht. Sie vertritt die Haltung, dass Fasten kein vollwertiges Ernährungsprogramm ist, plädiert für einen ausgewogenen Mix aus On- und Offtime und liefert Konfigurationen und Tipps für Screen-Life-Balance am Arbeitsplatz und digitale Balance zu Hause.
Im Lockdown-April 2020 veröffentlicht Eggler den Homeoffice Survival Guide: Effektiv, erfolgreich und entspannt zuhause arbeiten. Die besten Tipps für Zeit- und Selbstmanagement, Produktivität, Motivation und digitale Kommunikation. Eggler diskutiert in diesem Buch New Work-Arbeitsweisen und Selbstmanagement-Techniken und gibt Tipps für Screen-Life-Balance im Homeoffice.
Seit September 2022 gibt Anitra Eggler jeden Mittwoch in ihrem Pod- und Videocast OMMMline ist das neue Online Screen-Life-Balance-Tipps und beschäftigt sich mit Chancen und Gefahren Künstlicher Intelligenz. 

## Lehrtätigkeit
- 2009 bis 2011: Gastdozentin für Social Media Marketing, Unternehmenskommunikation und Interne Kommunikation im Bachelor-Studiengang Medienmanagement an der Fachhochschule St. Pölten.
- 2009 bis 2014: Gastdozentin für Informationsmanagement und Medienmanagement am Management Center Innsbruck im internationalen Masterstudiengang Management, Communication & IT.

## Publikationen
- E-Mail macht dumm, krank und arm. Digital-Therapie für mehr Lebenszeit Selbstverlag, Wien 2011; Orell Füssli, Zürich 2012, ISBN 978-3-280-05487-1.
- Facebook macht blöd, blind und erfolglos. Digital-Therapie für Ihr Internet-Ich Orell Füssli, Zürich 2013, ISBN 978-3-280-05495-6.
- Mail halten! Die beste Selbstverteidigung gegen Handy-Terror, E-Mail-Wahnsinn & digitale Dauerablenkung Campus Verlag, Frankfurt 2017, ISBN 978-3-59350765-1.
- Das Digital Detox Buch – Das 28-Tage-Programm für ein smartes Leben in digitaler Balance Like Publishing, Wien 2019, ISBN 978-3-9504726-0-8.
- Homeoffice Survival Guide: Effektiv, erfolgreich und entspannt zuhause arbeiten. Die besten Tipps für Zeit- und Selbstmanagement, Produktivität, Motivation und digitale Kommunikation. Like Publishing, Wien 2020, ISBN 978-3-9504726-3-9.